# Judy-Lynn del Rey
Judy-Lynn del Rey (nacida como Judy-Lynn Benjamin, Nueva York, 26 de enero de 1946 - 20 de febrero de 1986) fue una editora y antóloga estadounidense de ciencia ficción, más conocido por ocupar el cargo de editora en Galaxy Science Fiction desde 1968 a 1973, Ballantine Books y Del Rey Books.
Nacida con enanismo, fue una fan y asistente regular a las convenciones de ciencia ficción desde donde se catapultó hasta el mundo editorial; en particular, comenzó con el trabajo en la revista de ciencia ficción Galaxy. 
Judy-Lynn fue amiga de Lester del Rey, con quien se casó tras el fallecimiento de su tercera esposa. Después de ingresar a Ballantine Books, revitalizó su prominente área de la ciencia ficción, y poco después trajo a Lester a editar una línea editorial que denominó «fantasía del Rey». Luego de su éxito, lanzó su propio sello editorial, al que llamó Del Rey Books; además, editó una serie de antologías de ciencia ficción que se tituló Stellar.
Como editora, se le conoció por mantener buenas relaciones con los autores, teniendo una buena reputación —Philip K. Dick la denominó como una «sabia maestra» y «la mejor editora con quien he trabajado». También influyó en la obtención de los derechos de publicación para las novelas basadas en la aún no estrenada Star Wars de George Lucas, que significó ingresos millonarios para Ballantine/Del Rey.
En octubre de 1985 sufrió una hemorragia cerebral y murió varios meses después. En 1986, fue galardonada con un Premio Hugo póstumo a la mejor editora profesional; sin embargo, Lester del Rey rechazó el premio en su nombre, señalando que ella se hubiera opuesto a la concesión del premio sólo porque había fallecido recientemente.